# 23 Dywizja Pancerna (III Rzesza)
23 Dywizja Pancerna (niem. 23. Panzer-Division) – niemiecka dywizja pancerna z okresu II wojny światowej.

## Historia
Dywizja została sformowana rozkazem z dnia 14 marca 1942 roku w Paryżu z 101 Brygady Pancernej (Panzer-Brigade 101) i nowo utworzonych pułków strzelców.
W kwietniu 1942 roku została przerzucona na wschód i weszła w skład odwodu Grupy Armii Południe. W czerwcu weszła w skład 6 Armii i wzięła udział w walkach pod Charkowem. W sierpniu 1942 roku w związku z planowanym atakiem w kierunku Kaukazu, weszła w skład 1 Armii Pancernej Grupy Armii A.
Po rozpoczęciu natarcia walczyła na kierunku rzeki Terek, gdzie ostatecznie zatrzymała się i zajmowała stanowiska obronne do października 1942 roku. Następnie wycofana z linii frontu i włączona w skład Grupy Armii Don. W grudniu 1942 roku wzięła udział w próbie odblokowania 6 Armii otoczonej w Stalingradzie.
W 1943 roku walczyła na Ukrainie, najpierw nad rzeką Don, a następnie nad Dnieprem (w lipcu-sierpniu nad Miusem). W 1944 roku walczyła na południu Ukrainy, cofając się w walkach w kierunku granicy z Rumunii. W sierpniu 1944 roku została przerzucona nad Wisłę, gdzie walczyła z wojskami, które utworzyły przyczółek pod Baranowem.
W październiku 1944 roku przerzucona na Węgry, gdzie w grudniu wzięła udział w walkach pod Debreczynem. Od stycznia do kwietnia 1945 roku walczyła na Węgrzech, a następnie wycofana została na teren Austrii, gdzie w maju 1945 roku w rejonie Tamsweg Mauterndorf poddała się wojskom brytyjskim.

## Oficerowie dowództwa dywizji
Dowódcy dywizji
- gen. por. Hans Freiherr von Boineburg-Lengsfeld (1942)
- gen. wojsk panc. Nikolaus von Vormann (1942–1943)
- gen. mjr Ewald Kräber (1943–1944)
- gen. por. Josef von Radowitz (1944–1945)

## Skład
1942
- 201 pułk pancerny (Panzer-Regiment 201)
- 23 Brygada Strzelców (Schützen Brigade 23)
  - 126 pułk strzelców (Schützen Regiment 126)
  - 128 pułk strzelców (Schützen Regiment 128)
  - 23 batalion motocyklowy (Kradschützen-Bataillon 23)
- 128 pułk artylerii (Artillerie-Regiment 128)
- 23 batalion rozpoznawczy (Aufklärungs-Abteilung 23)
- 128 dywizjon przeciwpancerny (Panzerjäger Abteilung 128)
- 51 batalion pionierów (Pionier-Bataillon 51)
- 128 batalion łączności (Nachrichten-Abteilung 128)
- 128 polowy batalion zapasowy (Feldersatz-Bataillon 128)

1943
- 23 pułk pancerny (Panzer-Regiment 23) (odtworzony z resztek 201 pułku pancernego w lipcu 1943 roku)
- 126 pułk grenadierów pancernych (Panzergrenadier-Regiment 126)
- 128 pułk grenadierów pancernych (Panzergrenadier-Regiment 128)
- 128 pułk artylerii pancernej (Panzer-Artillerie-Regiment 128)
- 23 pancerny batalion rozpoznawczy (Panzer-Aufklärungs-Abteilung 23)
- 278 dywizjon artylerii przeciwlotniczej (Heeres-Flak-Artillerie-Abteilung 278)
- 128 dywizjon przeciwpancerny (Panzerjäger-Abteilung 128)
- 51 pancerny batalion pionierów (Panzer-Pionier-Bataillon 51)
- 128 pancerny batalion łączności (Panzer-Nachrichten-Abteilung 128)
- 128 polowy batalion zapasowy (Feldersatz-Bataillon 128)